# Louis Antoine của Pháp
Louis-Antoine của Pháp hay Louis-Antoine của Artois (6 tháng 8 năm 1775 - 3 tháng 6 năm 1844, Thái tử Viennois và Công tước của Angoulême) là thành viên hoàng tộc Pháp. Là con trai của vua Charles X, Louis-Antoine giữ tước vị thái tử Pháp từ 1824 tới 1830. Thời kỳ Cách mạng tháng Bảy năm 1830, khi Charles X thoái vị, nhường ngôi cho người cháu là Henri d'Artois, Louis-Antoine giữ tước vị Vua Pháp trong 20 phút , khoảng thời gian giữa hai lần ký của Charles X và chính Louis-Antoine trên vai trò thái tử. Vì vậy, đôi khi Louis-Antoine được xem như vua Louis XIX của Pháp.
Louis-Antoine sinh ngày 6 tháng 8 năm 1775 tại lâu đài Versailles, là con trai cả của Charles X và Marie Thérèse của Sardaigne. Cùng với người em trai, Charles Ferdinand, Công tước Berry, Louis-Antoine học tại một lâu đài gần Versailles. Khi Cách mạng Pháp nổ ra, cả hai cùng hoàng gia sống lưu vong tại Torino, Ý, rồi Đức và cuối cùng là Anh. Năm 1792, Louis gia nhập quân đội lưu vong của người anh họ, Thân vương xứ Condé. Tới 1799, ngày 10 tháng 6, Louis-Antoine cưới người chị họ, Công chúa Marie-Thérèse-Charlotte, con gái Louis XVI và Maria Antonia của Áo tại lâu đài Mittau, nước Nga.
Khi dòng họ Bourbon phục hoàng, Louis XVIII, bác của Louis-Antoine, giữ ngôi vua Pháp. Năm 1824, Louis XVIII mất và không có con, với cương vị em trai vua, Charles X lên ngôi, Louis-Antoine trở thành thái tử. Tới Cách mạng tháng Bảy, Charles X nhường ngôi cho Henri d'Artois. Nhưng Louis-Philippe I được nghị viên ủng hộ, lên ngôi vua Pháp. Charles X cùng gia đình ra nước ngoài sống lưu vong. Louis-Antoine mất ngày 3 tháng 6 năm 1844 tại Nova Gorica, thuộc Vương quốc Áo.

## Tiểu sử

### Cuộc sống ban đầu

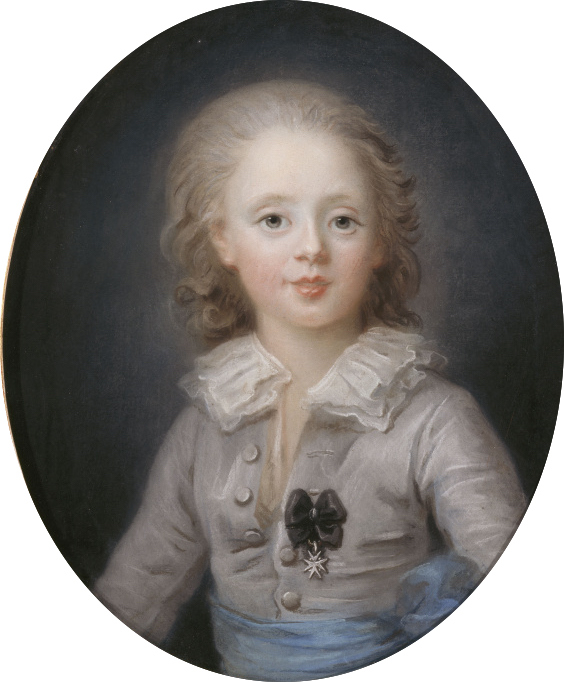
Louis-Antoine của Joseph Boze, năm 1785.

Louis Antoine sinh ra tại Cung điện Versailles, là con trai cả của Charles Philippe, Bá tước xứ Artois và là em trai út của Vua Louis XVI . Ông sinh ra một năm sau cái chết của ông cố của ông, Vua Louis XV và 7 năm sau cái chết của bà cố của ông, Nữ hoàng Marie Leszczyńska . Mẹ của ông là Công chúa Maria Theresa xứ Savoy (được gọi là Marie Thérèse ở Pháp), con gái của Victor Amadeus III của Sardinia và Maria Antonia của Tây Ban Nha .
Từ năm 1780 đến năm 1789, Louis Antoine và em trai của ông, Charles Ferdinand, Công tước xứ Berry, được giáo dục bởi thống đốc Armand-Louis, Hầu tước xứ Sérent tại lâu đài Beauregard, nằm ở 5 km (3,1 mi) cách xa Versailles.  Khi Cách mạng Pháp nổ ra vào năm 1789, hai hoàng tử trẻ đã theo cha lưu vong đến Turin, sau đó là Đức và cuối cùng là Anh. Năm 1792, Louis Antoine gia nhập đội quân di cư của anh họ mình, Hoàng tử Condé .
Vào tháng 6 năm 1795, chú của ông, bá tước xứ Provence tự xưng là Vua Louis XVIII . Cuối năm đó, Louis Antoine lúc đó 20 tuổi, đã lãnh đạo một cuộc nổi loạn của phe bảo hoàng ở Vendée nhưng không thành công. Đầu năm 1797, ông cùng anh trai và chú của mình đến Công quốc Brunswick của Đức với hy vọng được gia nhập Quân đội Áo. Thất bại của Áo trước Pháp buộc họ phải chạy trốn và tìm nơi ẩn náu tại Mittau, Courland, dưới sự bảo vệ của Sa hoàng Paul I của Nga .
Tại đó, vào ngày 10 tháng 6 năm 1799, Louis Antoine kết hôn với người em họ đầu tiên của mình, Marie Thérèse của Pháp, con cả của Louis XVI và Marie Antoinette, và là thành viên duy nhất của gia đình hoàng gia trực hệ sống sót sau Cách mạng Pháp. Kể từ khi được thả khỏi Nhà tù Temple vào năm 1795, bà đã sống tại triều đình Áo.

### Nghĩa vụ quân sự

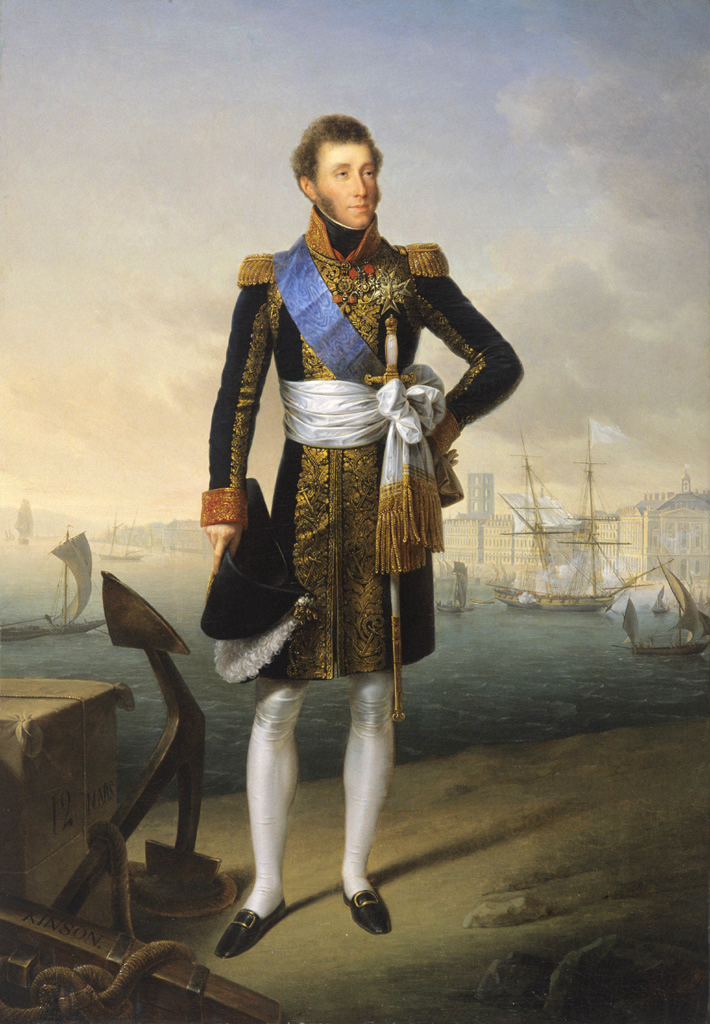
Louis Antoine khi là Đại đô đốc của Pháp.

Vào tháng 4 năm 1800, Louis Antoine nắm quyền chỉ huy một trung đoàn kỵ binh trong quân đội Bavaria và tham gia trận chiến Hohenlinden chống lại quân Pháp, thể hiện một số năng lực.
Đầu năm 1801, Sa hoàng Paul đã ký hòa ước với Napoléon Bonaparte, và triều đình Pháp lưu vong đã chạy trốn đến Warsaw, khi đó do Phổ kiểm soát. Trong mười năm tiếp theo, Louis Antoine đã tháp tùng và cố vấn cho chú mình, Louis XVIII. Họ trở về Nga khi Alexander I trở thành Sa hoàng, nhưng vào giữa năm 1807, hiệp ước giữa Napoleon và Alexander đã buộc họ phải tị nạn ở Anh. Tại đó, tại Hartwell House, Vua Louis đã tái lập triều đình của mình và Louis-Antoine được cấp khoản trợ cấp 300 bảng Anh một tháng. Hai lần (vào năm 1807 và 1813), ông đã cố gắng quay trở lại Nga để tham gia cuộc chiến chống lại Napoleon, nhưng đều bị Sa hoàng từ chối. 
Louis Antoine ở lại Anh cho đến năm 1814 khi ông đi thuyền đến Bordeaux, nơi đã tuyên bố thuộc về nhà vua. Việc ông tiến vào thành phố vào ngày 12 tháng 3 năm 1814 được coi là sự khởi đầu của cuộc Phục hồi Bourbon ở Pháp . Từ đó, Louis Antoine đã chiến đấu cùng Công tước Wellington để lật đổ Napoleon.

### Chuyến bay đến Anh và trở về
Louis Antoine, với tư cách là người chỉ huy quân đội bảo hoàng ở thung lũng sông Rhône phía nam, không thể ngăn cản sự trở lại của Napoleon về Paris, và ông một lần nữa buộc phải chạy trốn sang Anh trong " Trăm ngày ". Ông trung thành phục vụ Louis XVIII sau thất bại cuối cùng của Napoleon tại Waterloo . Năm 1823, ông chỉ huy một đội quân Pháp được gửi đến Tây Ban Nha để khôi phục quyền lực tuyệt đối của Vua Tây Ban Nha, được gọi là Trăm nghìn con trai của Saint Louis . Ông đã giành chiến thắng trong trận Trocadero, sau đó quyền lực phản động của Vua Ferdinand VII của Tây Ban Nha đã được khôi phục vững chắc. Vì thành tích này, ông được phong tặng danh hiệu Hoàng tử Trocadero . 
Sau khi Louis XVIII qua đời vào năm 1824, cha ông trở thành Vua Charles X và Louis Antoine trở thành Dauphin, người thừa kế ngai vàng. Ông đã tham dự lễ đăng quang của cha mình tại Reims vào tháng 5 năm 1825.

### Cách mạng tháng Bảy
Trong cuộc Cách mạng tháng Bảy năm 1830, quần chúng biểu tình giận dữ đòi Charles thoái vị . Ông miễn cưỡng ký vào văn bản thoái vị vào ngày 2 tháng 8 năm 1830. Người ta nói rằng Louis Antoine, người đã từ bỏ quyền lên ngôi đã trở thành vua "Louis XIX" giữa chữ ký của  cha mình và chữ ký của chính ông,  nhưng trong văn kiện thoái vị, ông chỉ được gọi là "Louis Antoine". Văn bản này được ký có lợi cho cháu trai của ông là Henri, công tước xứ Bordeaux . Lần cuối cùng ông rời đi lưu vong, nơi ông được biết đến với cái tên "Bá tước Marnes ". 

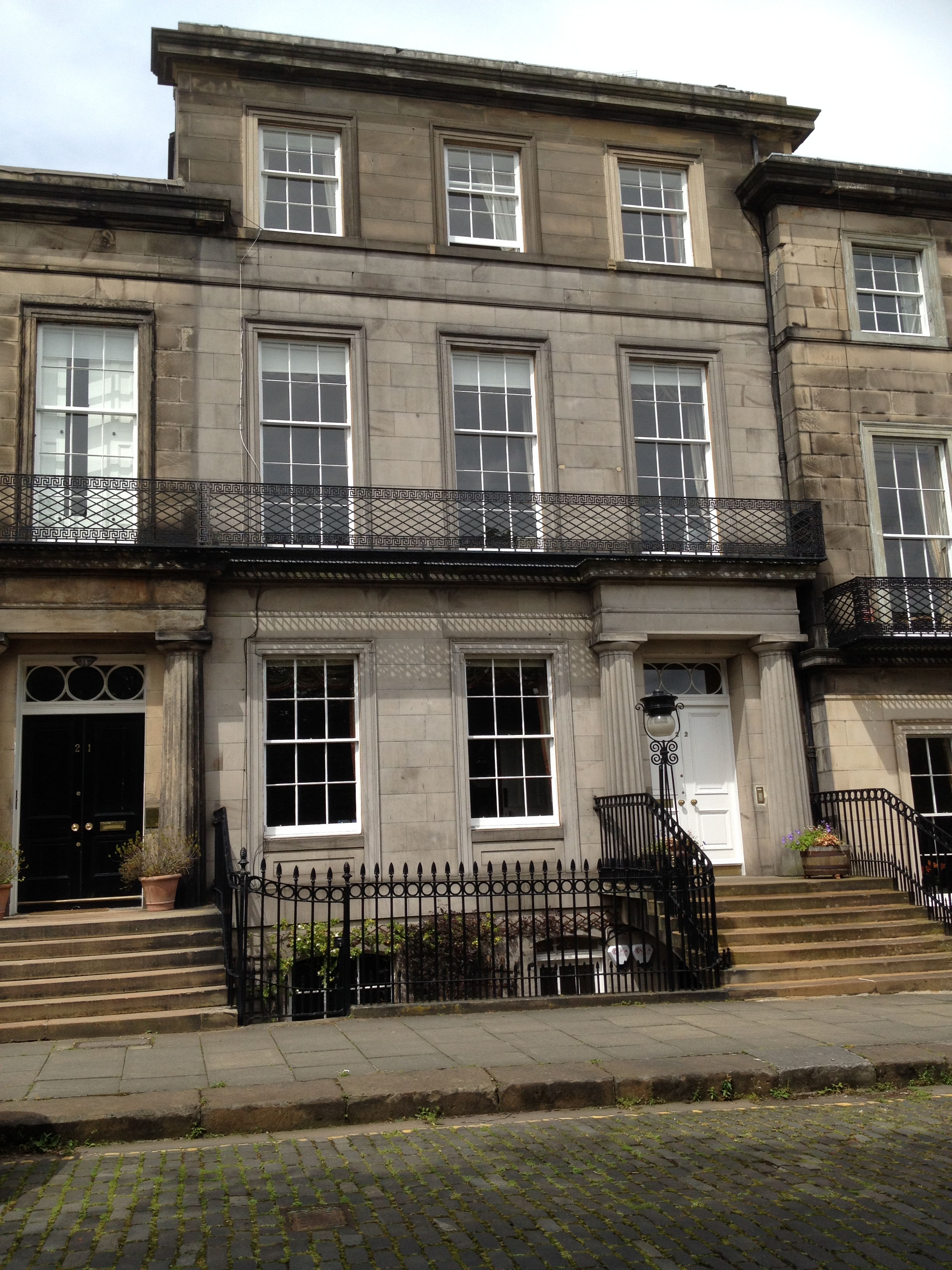
22 Regent Terrace, Edinburgh

Louis Antoine và vợ ông đã đi đến Edinburgh, Scotland, vào tháng 11 năm 1830 và cư trú tại một ngôi nhà ở số 21 (nay là số 22) Regent Terrace   gần Cung điện Holyrood, nơi Charles X đang ở. 
Hoàng đế Francis I của Áo đã tặng Lâu đài Prague ở Prague cho đoàn tùy tùng hoàng gia vào năm 1832, vì vậy Louis-Antoine và Charles X đã chuyển đến đó. Tuy nhiên, Francis I qua đời vào năm 1835 và người kế vị ông là Ferdinand I đã nói với gia đình hoàng gia Pháp rằng ông cần cung điện để đăng quang vào mùa hè năm 1836.  Các vị vua Pháp lưu vong và đoàn tùy tùng của họ do đó đã rời đi và cuối cùng đã đến cung điện Grafenberg  ở Görz, Áo vào ngày 21 tháng 10 năm 1836. 
Nhiều người theo chủ nghĩa chính thống không công nhận việc thoái vị là hợp lệ và công nhận Charles X là vua cho đến khi ông qua đời vào năm 1836, với Louis Antoine kế vị ông với tên gọi là Louis XIX. Louis Antoine qua đời tại Görz năm 1844, thọ 68 tuổi. Ông được chôn cất tại hầm mộ của cha mình là Charles X trong nhà thờ tu viện Phanxicô Kostanjevica ở Nova Gorica, Slovenia . Sau khi ông qua đời, cháu trai của ông là Công tước xứ Bordeaux đã trở thành người đứng đầu hoàng gia Bourbon của Pháp dưới tên hiệu là Henry V, mặc dù ông đã sử dụng danh hiệu Bá tước Chambord khi lưu vong.